# Nandō Kunio
Nandō Kunio (* 4. Dezember 1916 in Shenyang, heute Teil der Volksrepublik China; † 12. August 2011 in Shinagawa) war ein japanischer Eisschnellläufer.
Nandō studierte an der Waseda-Universität und nahm an der Mehrkampf-Weltmeisterschaft 1936 in Davos teil, die er aber vorzeitig beendete. Bei den folgenden Olympischen Winterspielen 1936 in Garmisch-Partenkirchen kam er auf den 31. Platz über 5000 m und auf den 22. Rang über 500 m. Im Jahr 1939 wurde er japanischer Meister und 1940 japanischer Studentenmeister je über 1500 m. Bei den Olympischen Winterspielen 1956 und den Olympischen Winterspielen 1960 war er als Manager der japanischen Eislaufmannschaft tätig und bei den Olympischen Winterspielen 1994 in Lillehammer als Leiter des japanischen Teams. Zudem war er Vorsitzender der Japan Skating Federation und der Japan Curling Association. Im Jahr 2000 erhielt er den Olympischen Orden in Silber. Im August 2011 starb er im Alter von 94 Jahren an einer Lungenentzündung.

## Persönliche Bestleistungen
| Disziplin | Zeit       | Datum           | Ort                    |
| --------- | ---------- | --------------- | ---------------------- |
| 500 m     | 45,4 s     | 25. Januar 1936 | Oslo                   |
| 1500 m    | 2:31,3 min | 1. Februar 1936 | Davos                  |
| 5000 m    | 9:20,1 min | 6. Februar 1936 | Garmisch-Partenkirchen |